# Гари (Малмыжский район)
Гари — деревня в Малмыжском районе Кировской области. Входит в состав Тат-Верх-Гоньбинского сельского поселения. 

## География
Находится на правобережной части района на расстоянии примерно 25 километров по прямой на северо-запад от районного центра города Малмыж.

## История
Известна с 1873 года, когда в ней было учтено дворов 21 и жителей 189. В 1905 году учтено было дворов 59 и 418 жителей, в 1926 76 и 418, в 1950 88 и 330 соответственно. В 1989 году учтено 18 жителей.

## Население
Постоянное население  составляло 16 человек (русские 94%) в 2002 году, 6 в 2010.